# Прево, Андрей Михайлович
Андрей Михайлович Прево (1801—1867) — российский книгоиздатель и меценат. Родился в Москве в семье французских эмигрантов. С 1825 года — комиссионер Общества Поощрения художников в Санкт-Петербурге.
Прево известен тем, что был инициатором издания знаменитой литографированной «Панорамы Невского проспекта» (1830—1835). Для создания панорамы в качестве важного исторического документа А. М. Прево заказал бывшему крепостному художнику В. С. Садовникову «снятие видов». Садовников по рисункам с натуры написал акварелью изображения зданий, дополнил их «характерными типами» — прохожими, разносчиками. Акварели, отпечатанные с литографских камней, в тридцать листов склеили в две непрерывные ленты длиной около шестнадцати метров каждая, изображающие все здания по обеим сторонам Невского проспекта от Адмиралтейской площади до Аничкова моста. Панораму рассматривали, постепенно разворачивая рулоны с изображениями.
Оригиналы акварельной панорамы Садовникова (сохранилась одна пятая часть) находятся в Российской национальной библиотеке, литографированная панорама — в научно-исследовательской библиотеке Академии художеств в Санкт-Петербурге. Первое факсимильное издание нашего времени было осуществлено издательством «Аврора» в 1974 году.
Прево также издал по примеру французских издателей-литографов Бенуа «Виды Петербурга» (Vues de St. Peterbourg) и серию литографий «Петербургские разносчики» (Cris de St. Peterbourg), кроме этого: иллюстрированные книги по русской истории, или «Живописный Карамзин», имевшие большое просветительское значение (1836, 1837). Прево поддерживал многих художников. В доме Голландской церкви на Невском проспекте он устроил первую в столице постоянную выставку произведений русских живописцев.